# (21714) Geoffreywoo
(21714) Geoffreywoo est un astéroïde de la ceinture principale d'astéroïdes. Il fut nommé en hommage à Geoffrey Hubert Woo, finaliste américain de l'Intel ISEF 2006 (compétition scientifique internationale pour lycéens).

## Description
(21714) Geoffreywoo est un astéroïde de la ceinture principale d'astéroïdes. Il fut découvert le 8 septembre 1999 à Socorro (Nouveau-Mexique) par le projet LINEAR. Il présente une orbite caractérisée par un demi-grand axe de 2,90 UA, une excentricité de 0,03 et une inclinaison de 11,8° par rapport à l'écliptique.

## Compléments